# Брунелло Спінеллі
Брунелло Спінеллі (італ. Brunello Spinelli, 26 травня 1939 — 6 лютого 2018) — італійський ватерполіст.
Олімпійський чемпіон 1960 року.